# Ami Faku
Amanda Nomqhutsu Faku, detta Ami (Port Elizabeth, 28 maggio 1993), è una cantante sudafricana.

## Biografia
Originaria di Port Elizabeth, è salita alla ribalta grazie alla sua partecipazione alla versione locale di The Voice, che ha permesso alla cantante di firmare un contratto con la VTH Season. Attraverso determinata etichetta è stato messo in commercio il singolo Into ingawe, realizzato in collaborazione con Sun-El Musician, che ha ottenuto la certificazione di multiplatino dalla Recording Industry of South Africa con oltre 60 000 unità vendute a livello nazionale. Nello stesso anno è uscito il primo album in studio dell'artista intitolato Imali, che le ha fruttato tre candidature al South African Music Award, il principale riconoscimento musicale nazionale, vincendone una come Artista femminile dell'anno. Nel 2020 è entrata a far parte della divisione sudafricana della Warner Music Group e a fine anno è risultata l'artista donna di maggior successo su Deezer fra gli utenti sudafricani.
A seguito del lancio della hit parade nazionale, ha conseguito le sue prime numero uno per mezzo di Abalele e Asibe Happy; entrambe incise assieme a Kabza de Small e DJ Maphorisa.

## Discografia

### Album in studio
- 2019 – Imali

### EP
- 2020 – EA Wave Reimagines Ami Faku (con EA Wave)

### Singoli
- 2018 – Ndikhethe wena
- 2019 – Ubuhle bakho
- 2019 – Into ingawe (con Sun-El Musician)
- 2019 – Love Drunk
- 2019 – Regrets... (con Zoocci Coke Dope)
- 2019 – Ndiyeke (con Lemon & Herb)
- 2020 – Uwrongo (con Prince Kaybee, Shimza e i Black Motion)
- 2020 – This Feeling (con Benny Afroe)
- 2020 – Khonza (con KekeLingo)
- 2021 – Lala ngoxolo (feat. Emtee)
- 2021 – Sihlobo sami (con Kenza)

### Collaborazioni
- 2021 – Abalele (Kabza de Small e DJ Maphorisa feat. Ami Faku)
- 2021 – Asibe Happy (Kabza de Small e DJ Maphorisa feat. Ami Faku)